# Comté de Gentry
Pour les articles homonymes, voir Gentry (homonymie).
Le comté de Gentry  (Gentry County) est un comté du Missouri aux États-Unis. Le siège du comté se situe à Albany. Le comté fut créé en 1845 et nommé en hommage au colonel Richard Gentry tué en 1837 lors de la guerre des Séminoles.  Au recensement de 2000, la population était constituée de 6 861 individus. 

## Géographie
Selon le bureau du recensement des États-Unis, le comté totalise une surface 1 274 km2 dont 1 km² d’eau. 

### Comtés voisins
|                             | Comté de Worth (Missouri)  |                              |
| Comté de Nodaway (Missouri) | comté de Gentry            | Comté de Harrison (Missouri) |
| Comté d'Andrew              | Comté de DeKalb (Missouri) | Comté de Daviess (Missouri)  |

### Routes principales
- U.S. Route 136
- U.S. Route 169
- Missouri Route 85

## Démographie
Selon le recensement de 2000, sur les 6 861 habitants, on retrouvait 2 747 ménages et 1 884 familles dans le comté. La densité de population était de 5 habitants par km² et la densité d’habitations (3 214 au total)  était de 3 habitations par km². La population était composée de 98,57 % de blancs, de 0,12 % d’afro-américains, de 0,31 % d’amérindiens et de 0,17 % d’asiatiques.
26 % des ménages avaient des enfants de moins de 18 ans et 58 % étaient des couples mariés. 24,8 % de la population avait moins de 18 ans, 7, % entre 18 et 24 ans, 23,7 % entre 25 et 44 ans, 21,6 % entre 45 et 64 ans et 21,6 % au-dessus de 65 ans. L’âge moyen était de 40 ans. La proportion de femmes était de 100 pour 95,1 hommes.
Le revenu moyen d’un ménage était de 28 050 dollars.

## Villes et cités
| - Albany - Darlington | - Gentry - King City | - McFall - Stanberry |  |